# Carlos Ochoa Hernández
Carlos Alberto Ochoa Hernández (10 de abril de 1960, Cuenca, Ecuador) es un periodista, exdirector de noticias de Gamavisión y ex Superintendente  de Información y Comunicación de Ecuador.

## Biografía
Carlos Ochoa Hernández nació el 10 de abril de 1960, en Cuenca, Ecuador. En 2003 se graduó en Ciencias de la Información de la Universidad de Cuenca.
Trabajó en diario El Mercurio, en la radio del mismo nombre y en radio La Voz del Tomebamba.

### Carrera televisiva
En 1985 se inició en la televisión como corresponsal de Teleamazonas. Más tarde formó parte de TC Televisión, como reportero y después como jefe de información, donde laboró durante 10 años. También pasó por Ecuavisa, donde trabajó como reportero, jefe de información, presentador y productor ejecutivo. Desde 2008 hasta 2009, se desempeñó como director de noticias de Ecuador TV. De ahí pasó a ocupar la dirección del noticiero de Gamavisión hasta octubre de 2013.
Su actuación como superintendente de Comunicación ha sido criticada por el número elevado de sanciones a medios privados y por el supuesto intento de imponer contenidos por intereses políticos.

### Carrera política
De febrero a julio del 2003 fue asesor de Comunicación de Doris Soliz, ministra de Turismo del gobierno de Lucio Gutiérrez.
El 8 de octubre de 2013 fue designado como primer superintendente de Información y Comunicación bajo el gobierno de Rafael Correa.
El Consejo de Participación Ciudadana y Control Social escogió a Ochoa por cinco votos de siete, sin embargo hubo cuestionamientos por su supuesta falta de independencia del Ejecutivo.
El lunes 11 de diciembre de 2017, la Contraloría General del Estado notificó a Ochoa con la predeterminación de glosas que bordean los $ 115.811, una multa por $ 7. 320 y la sanción administrativa de destitución de su ejercicio laboral en la estación televisiva.
Esto tras un examen especial elaborado entre el 1 de enero de 2010 y el 30 de abril de 2016, a la administración de los contratos y convenios relacionados con los derechos de retransmisión de los partidos de fútbol.
El contralor Pablo Celi firmó el documento el 7 de diciembre citando a Ochoa como “director nacional de Noticias”. En dicho documento, aprobado el 31 de mayo de 2017, se observa que no existieron políticas para el pago de bonos y otros ingresos a directivos, y que en la nómina existían valores pagados que iban desde los $ 300 hasta los $ 7.000.
El órgano de control no precisa nombres, pero en el cargo “director nacional de Noticias” se reseña que el salario de ese trabajador era de $ 8.000 y presuntos “bonos y otros ingresos” entre el 2011 y 2013 que habían sumado “$ 94.200”. Se hace referencia a que no se habrían cobrado los valores por la venta de un vehículo que pertenecía a la televisora.
Se describe que el gerente general de Gama suscribió el 13 de mayo de 2014 un contrato de compraventa, de un carro Mazda CX-7 al “expresentador del canal”, por un precio de $29.745,76, “valor que continúa por cobrar de acuerdo a los registros de la cuenta contable”, y eso incumple el Código Civil.
En ese proceso, se informaba que el expresentador no pagaba porque le debían valores por “canje publicitario”.
Pero el 23 de septiembre de 2016, el “exdirector Nacional de Noticias de Gamatv con comunicación de 26 de septiembre de 2016, remitió el reporte de cobro de 23 de septiembre de 2016, en el que se evidencia que después de haber trascurrido tres años desde que el canal le vendió el vehículo Chevrolet Captiva recién realizó el pago de la obligación de $ 20. 915, 08”, se cita.

### Censura y huida del país
El 7 de marzo de 2018, fue destituido como Superintendente de Información y Comunicación por el Consejo de Participación Ciudadana y Control Social Transitorio, mientras que en la Asamblea Nacional fue censurado en un juicio político con 112 votos a favor.
El 24 de enero de 2019, la Fiscal General del Estado (E), Ruth Palacios formuló cargos contra Ochoa por delitos de falsificación y uso de documento falso.
Ochoa recibió refugio político en Bolivia y posteriormente en México.

## Premios
- Premio Eloy Alfaro, Símbolo de Libertad, por la Confederación Nacional de Periodistas de Ecuador (2011 y 2013)[2]
- Medalla al Mérito Periodístico por la Revista Radial Facetas y Radio Gaviota (2011)[2]
- Medalla al Mérito Mejor Periodista del Ecuador por Revista Radial Facetas y Radio Marejada (2012)[2]